# キ109 (航空機)
キ109
キ109。機首先端は75mm砲の砲身
- 用途：戦闘機
- 分類：特殊防空戦闘機
- 製造者：三菱重工業
- 運用者： 大日本帝国（日本陸軍）
- 初飛行：1944年
- 生産数：22機
- 運用状況：退役

キ109は、第二次世界大戦時の大日本帝国陸軍の試作戦闘機（特殊防空戦闘機）。四式重爆撃機「飛龍」をベースに、口径75mmの高射砲を航空機搭載砲として装備し対B-29の邀撃機として開発された。

## 概要
1943年（昭和18年）、キ67（四式重爆「飛龍」）の大型機としての運動性のよさに注目した陸軍により防空戦闘機に改造する指示が出された。構想初期にはホ501が搭載されることも検討されたものの、これは砲の開発が間に合わないために放棄された。1944年（昭和19年）には、機首に八八式七糎野戦高射砲を改修した砲を装備し、B-29の防御火器の圏外から一撃必墜を狙う機体としてさらに開発が進められた。この高射砲改修搭載砲は乗員が1発ずつ再装填して発射するもので、搭載弾数は15発だった。
本機は1944年8月に試作1号機が完成し、10月に44機の発注がなされた。試作2号機以降では、後上方および側面銃座は廃止されていた。また、試作1号機では特呂ロケットを元の爆弾倉内に装着し追尾時の補助エンジンとする実験を、試作2号機では高高度性能向上のために排気タービンの装備の試験をしたが実用化されずに終わった。
終戦まで22機が生産配備され、試作1号機および2号機が実戦テストとしてB-29の邀撃に参加したが、 高高度性能不足のため当初の目的である迎撃任務ではさしたる戦果をあげることが出来なかった。そのため、大部分が本土決戦時の敵の上陸用舟艇攻撃用に温存され、そのまま終戦を迎えた。

## 搭載砲
本砲は八八式七糎野戦高射砲をベースに開発した口径75mmの砲であり、実際に整備された日本陸海軍の航空機の武装の中では口径威力ともに最大であった本砲の口径を超えるものとしては、計画段階で中止となった「ホ六〇一」（口径120mm）や、同じく中止となった「ホ七〇一」(口径150mm)、銀河への搭載用として海軍で試作中であった仮称五式空八糎砲（口径76.2mm）があった。射撃の反動は約4t以上。携行弾数は弾倉内に15発である。装填は乗員による手動であるため厳密には機関砲ではない。自動開閉機構を砲尾に備えており、発射後に空薬莢を自動排出する。発射速度は毎分20発。通常の八八式七糎野戦高射砲との主な違いは、撃発機を電気発火（手動発火は予備）とし、弾薬筒15発入の弾倉を備え、後座長を1.4mから1.32mに調整した点である。
本砲はアメリカ軍のB-29を撃墜するために開発された砲である。この砲は四式重爆撃機「飛龍」を改造し特殊防空戦闘機としたキ109の胴体軸線上に装備された。このためキ109は左副操縦席を撤去している。本砲の目的は体当たり戦法に替わるものとして、B-29の有効射程外から砲撃を加えて撃墜することであり、射程1,000m以内で必中を目指していた。しかし射距離修正のための照準具や信管の調整、エンジンの高空性能に問題があり、B-29迎撃には期待したほどの成果は上げられなかった。
総生産数は終戦までに22機とされる。

## 航空機搭載のための改修と試験
1944年（昭和19年）3月6日、「キ一〇九」搭載砲に関する協定事項が大阪陸軍造兵廠で策定された。この協定では「キ一〇九」搭載砲として八八式七糎高射砲を使用し、これに大阪陸軍造兵廠で製作した砲番三五八二号および三五八三号を使用することと決められた。航空機搭載用とするにあたり、撃発機と砲取付金具が改修部分とされた。構造としては脚、匡架、照準器、歯弧板など、揺架より下の構造を撤去し、新たに砲と航空機を結合する砲架を取り付けている。改修用の図面は第一陸軍技術研究所から3月20日までに送付することとされた。また改修期間は図面の送付後一カ月とされた。
これ以降の改修・試験予定は以下のように策定された。
- 4月下旬　竣工射撃試験
- 4月下旬から5月上旬　各温度における駐退機調整試験
- 5月下旬　取付試験
- 6月上旬　総合試験[5]

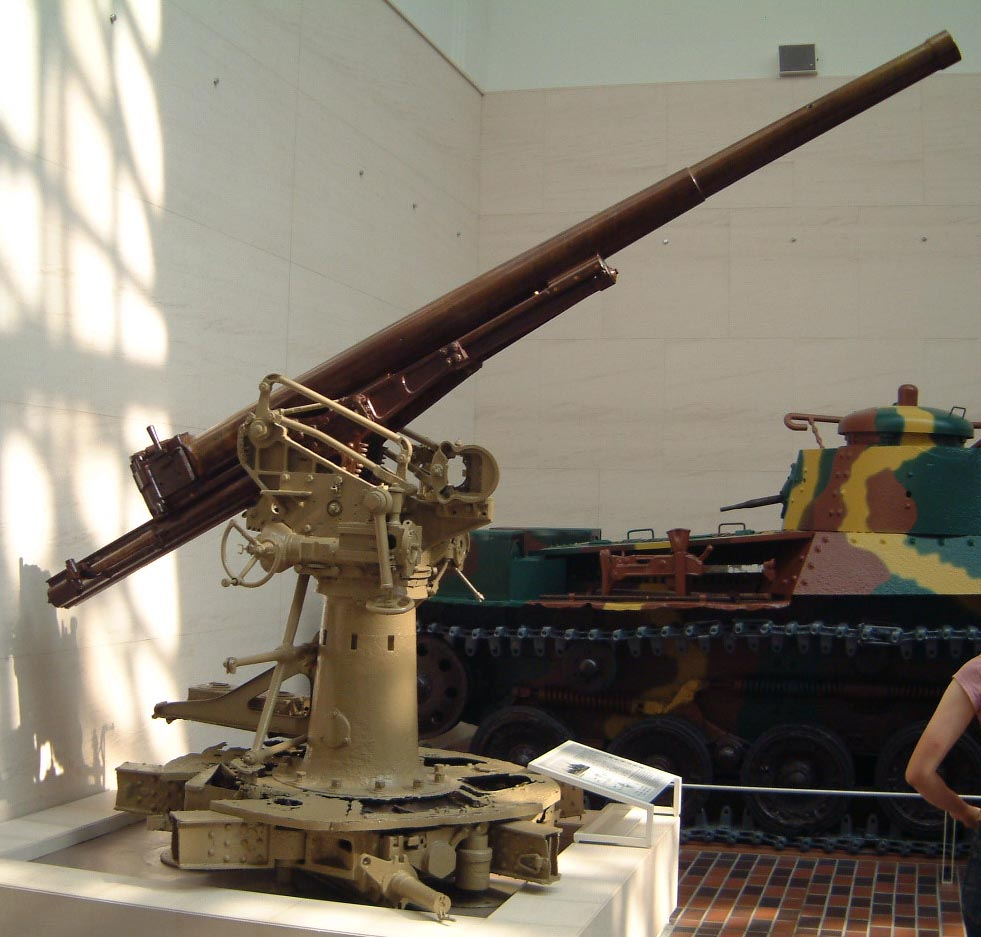
原型となった八八式七糎野戦高射砲。キ109に積まれた改修砲は、側面に見えるギア以下を撤去し、砲尾に自動開閉装置を追加した。茶褐色で塗られている砲身、砲尾、駐退復座装置、揺架部分がほぼ航空機搭載砲としての部分にあたる。

3月31日、第一陸軍技術研究所では搭載砲基礎試験要報を提出した。日程は3月22日から28日、場所は大阪陸軍造兵廠および大津川射場である。この試験では八八式七糎野戦高射砲の後座抗力を計測、航空機搭載の基礎資料とした。初速720m/sを得るには装薬量1.390kgが必要とされた。この試験では後座の特性、抗力変化の経過、後座長と最大抗力が調べられた。試験後、低温での駐退液の試験が必要とされた。
砲架はクロームモリブデン鋼板で製作すること、また後座抗力は安全率を1.5倍とし、5.31tとして設計された。取り付け金具類の安全率は1.8×1.5＝2.7、金具と胴体との結合部分では1.8×1.4＝2.52、胴体構造関係では1.8×1.25＝2.25とされた。
5月2日、第一陸軍技術研究所では「キ一〇九」搭載砲竣工試験要報を提出した。大阪陸軍造兵廠にて試験砲が竣工、4月24日から28日まで大阪陸軍造兵廠と大津川射場にて機能と抗堪性を試験し、結果は良好だった。ただし撃発機に改修が必要と判定された。
この時点で砲の諸元の一部が表記されている。砲の全備重量は740kg、閉鎖機つき砲身重量は490kg。揺架体重量は250kgであった。また重心位置は砲口から2.420mの位置だった。初速720m/sで後座抗力は4.8t、初速750m/sでは後座抗力が5.2t。発射弾数は86発。連続発射して異常はなかった。電気発火機能は良好だが電磁石の牽引力がやや弱く、発火バネと電磁石に改良が必要とされた。改修しない場合には不発の恐れがあると指摘している。後復座機能は良好であり、安全機能はやや不良とされた。取り付け金具への取り付け作業、砲への取り付けに問題はなかった。
さらに第一陸軍技術研究所は5月11日に「キ一〇九」搭載砲低温試験要報を提出した。日程は5月10日から13日、射場は東京第二陸軍造兵廠稲付射場である。高空では砲が低温に晒され、地上の常温とは使用条件が異なるため、必要な試験である。低温での機能と抗堪性能は良好だった。後座抗力に変化はなかった。氷結時の信管の安全度に変化は見られなかった。駐退液乙50%に純アルコール50%を加えて使用した。以下は各温度での駐退液の粘度変化である。
- 摂氏10度にて粘度は8.636センチポアズ。
- 0度、14.844
- -10度、27.606
- -20度、54.217
- -30度、118.110
- -40度、296.317[13]。

この試験では1.39kgの装薬量で射撃し、状況を調査した。装薬温度摂氏-41.5度で発砲した際には腔圧が2307kg/cm2、初速682m/s、推定駐退機温度-37度。後座長不明、後座状況は可だった。装薬温度10度で発砲すると初速712m/s、腔圧2740kg/cm2、推定駐退機温度-41度、後座長1.39m、後座状況は可だった。
問題点として復座機に空気不足が生じ、復座不足となったがこれは射撃前の準備に問題があると考えられた。駐退液に問題は発生しなかった。砲各部に氷結は生じなかった。各機能は良好、不凍性軽質潤滑油により固着は生じない。しかし低温から常温へ砲を戻すと大量の氷結が生じた。撃発機の作動がやや不良となった。砲腔内にも着雪したが信管には悪影響はなかった。摂氏-50度までは使用可能と推測された。
6月1日、第一陸軍技術研究所では「キ一〇九」搭載砲駐退機調整試験要報を提出した。日程は5月26日から29日、場所は伊良湖試験場である。電気発火機能の点検では、戦車用電磁石（改修後）および三菱製電磁石は共に牽引力十分で機能・抗堪性良好であり、連続60回以上の撃発を行っても機能不良は一切なかった。俯角をかけて射撃した際の機能点検では、弾量は6.540kg、装薬は三号帯状薬1.390kgの弾薬が使用され、0度、-5度、-10度、-15度、-19度の各俯角における後復座の状況は比較的良好だった。
9月5日、陸軍航空審査部にて「キ一〇九」射撃試験計画がたてられた。これは地上射撃試験と空中射撃試験であり、試験の人員には、第一陸軍航空技術研究所の職員、および三菱重工業の名古屋航空機製作所から若干名が参加する予定とされた。日程は陸上試験が9月8日から10日、空中試験が9月11日から9月16日とされた。
予定では地上射撃試験が福生射場にて実施、24発射撃とされた。装薬量を1.1kgから1.46kgまで順次増量し、水平射撃を行う。ここでは砲架と機体の強度と撃発装置の機能を確認する。結果により改修を実施し、空中射撃に移行するものとされた。
水戸試験場射場では空中射撃試験を実施するとされた。弾薬39発を使用し、装薬量を1.1kgから1.46kgまで順次増量する。的は布板的を使用、水平射撃、緩降下射撃を行う予定であった。ほか、海上水平射撃、布板的射撃、吹流的射撃が想定され、射法には後方攻撃、前下方攻撃が予定された。この試験では砲架と機体強度各装置への振動の状況、照準と弾薬装填の難易、砲の機能、命中精度を確認するものとされた。
使用機材は「キ一〇九」第1号機で、前方固定砲装置は完備状態だった。目標機は「キ四十三」一型とされた。搭載する八八式七糎野戦高射砲は脚、匡架、照準器、歯弧板を除去したものである。弾薬は100発を使用する。ほか、使用機材は以下が用いられる予定だった。
- 10m布板的　2個
- 吹流（10m） 6個
- 三式急降下爆撃照準機　1器
- その他試験機材一式
- 自動貨車1輌[3]

1945年（昭和20年）1月10日、第一陸軍技術研究所では「キ一〇九」搭載砲用内トウ砲竣工試験計画を立てた。日程は1月25日から29日、場所は大阪陸軍造兵廠および大津川射場である。内トウ砲の諸元測定、機能試験、射撃試験、射後検査を行う予定であった。数量は2門、母砲として八八式七糎野戦高射砲を使用し、弾薬は九四式三十七粍砲と同じものであった。
内トウ砲とは、砲身内部に母砲より口径が小さい専用の砲を装着し、弾丸を射撃して訓練に用いる装備である。これは訓練時に大口径の弾薬を用いると高額であることや、使用できる射場が限られることから、より低廉かつ低威力な小口径の弾薬で代用するためのものだった。

## 諸元
- 機種用途：特殊防空戦闘機
- 設計：三菱
- 形式：中翼
- 乗員： 3～4
- 全長： 17.95 m
- 全幅： 22.50 m
- 全高：  5.80 m
- 主翼面積： 65.85m2
- 全備重量： 10800 kg
- 動力： ハ104 空冷複星18気筒エンジン
- 出力： 1900HP×2
- 最大速度： 550 km/h(10000m)
- 実用上昇限度： 12500 m
- 航続距離：2200 km
- 武装： 75mm固定砲×1（機首）、12.7mm旋回機関砲（ホ103）×1（尾部）

## 登場作品
『War Thunder』
ver1.71アップデートで重戦闘機ツリーに登場。